# Sammy Bossut
Sammy Bossut (* 11. August 1985 in Tielt) ist ein belgischer Fußballtorhüter. Er steht seit Juli 2023 beim Racing Club Harelbeke unter Vertrag.

## Karriere

### Verein
Sammy Bossut begann seine Karriere bei Scor Oostrozebeke, bevor er 1999 zum KSV Waregem wechselte. Der Verein fusionierte 2001 mit Zultse VV zum SV Zulte Waregem. Von 2001 bis 2003 war er für den KSV Ingelmunster aktiv, danach spielte er beim SW Harelbeke. Seit 2006 steht er beim SV Zulte Waregem unter Vertrag. Am 12. Mai 2007 machte er gegen Sporting Lokeren sein erstes Spiel in der ersten Division. Mittlerweile kommt er auf über 380 Erstligaspiele für seinen Verein.
In der Saison 2020/21 kam Bossut zu keinem Spiel für Waregem. Nachdem er direkt zu Saisonbeginn mit einem Schädelbruch verletzt ausgefallen war, kehrte er auch nach seiner Genesung nicht auf den Platz zurück. Sein nächstes Spiel für Waregem bestritt er am 3. Oktober 2021 im Ligaspiel gegen den RFC Seraing. Seitdem spielt er wieder regelmäßig und bestritt in der Saison 2021/22 insgesamt 24 von 34 möglichen Ligaspielen für den Verein sowie zwei Pokalspiele. In der Saison 2022/23 waren es 22 von 34 möglichen Ligaspielen. 50 Tore wurden gegen ihn verwandelt; lediglich in zwei Spielen blieb er ohne Gegentor. Dazu kommen fünf Pokalspiele.
Zur Saison 2023/24 stieg Zulte Waregem in die Division 1B ab. Mitte Juni 2023 entschied der Verein, Bossuts zum Saisonende auslaufenden Vertrag nach 17 Jahren und 473 bestrittenen Pflichtspielen in allen Wettbewerben zusammen, nicht zu verlängern.
Nachdem sich der Ersatz-Torhüter des FC Brügge Josef Bursik Anfang Juli 2023 sich beim Training verletzt hatte, wurde Bossut zunächst „für einige Wochen“ vom FC Brügge verpflichtet. Noch vor Beginn der Saison wechselte er jedoch zum Racing Club Harelbeke, einem Verein in der 2. Division Amateure Flandern.

### Nationalmannschaft
Von Ende Mai bis Anfang Juli 2014 stand Bossut im Aufgebot der belgischen Nationalmannschaft. Am 26. Mai 2014 kam er beim 5:1-Sieg im Freundschaftsspiel gegen Luxemburg in Genk zu seinem ersten und bislang einzigen Länderspieleinsatz. Dieses Spiel wurde allerdings nachträglich von der UEFA zu einem inoffiziellen Testspiel ohne Wertung deklariert, da der belgische Trainer Marc Wilmots einen Wechselfehler begangen hatte. Damit wurde auch Bossuts Einsatz als nicht offiziell gewertet.

## Erfolge
- Belgischer Pokalsieger: 2017